# Kerkcitroenkorst
De kerkcitroenkorst (Flavoplaca ruderum) is een korstmos uit de familie Teloschistaceae.

## Determinatie
Het thallus is dik, tamelijk bleek okergeel, onregelmatig en klonterig, met convexe, behaarde areolen en zonder goed gedefinieerde randlobben. De apothecia zijn meestal talrijk aanwezig. De kleur is oranjegeel tot dooiergeel met een veel blekere wat opgeblazen rand. Ze zijn meestal hol en de diameter is 1 mm. Een rode kleurreactie vertoont het met K+.
Hij verschilt van andere Flavoplaca-soorten door zijn relatief dikke, bobbelige thallus.

## Ecologie
De kerkcitroenkorst groeit vooral op verticale, droge mortel van oude baksteenmuren. Hij komt vaak voor op kerken met kalksteen.

## Verspreiding
In Nederland is het een vrij algemene soort. Hij is niet bedreigd en staat niet op de rode lijst.